# Misumi
Misumi (em japonês: 三角町; -machi) é uma antiga localidade japonesa localizada no distrito de Uto e pertencente à Província de Kumamoto.
Em 2003 a localidade tinha uma população estimada em 9 840 habitantes e uma densidade populacional de 203,73 h/km². Tinha uma área total de 48,30 km².
Em 15 de Janeiro de 2005 as localidades de Misumi e Shiranuhi do distrito de Uto e as localidades de Matsubase, Ogawa e Toyono do distrito de Shimomashiki uniram-se para formar a cidade de Uki.